# Харроуэр, Кристи
Кристи Ли Харроуэр (англ. Kristi Lee Harrower; родилась 4 марта 1975 года в Бендиго, штат Виктория, Австралия) — австралийская профессиональная баскетболистка, выступавшая в женской национальной баскетбольной ассоциации (ЖНБА) и женской национальной баскетбольной лиге (ЖНБЛ). На драфте ЖНБА 1998 года не была выбрана ни одним из клубов, но ещё до старта очередного сезона ЖНБА заключила контракт с командой «Финикс Меркури». Трёхкратная чемпионка ЖНБЛ (1994, 2013, 2014). Играла на позиции разыгрывающего защитника. Член Зала славы австралийского баскетбола с 2017 года. После окончания спортивной карьеры начала тренерскую деятельность. В настоящее время является главным тренером клуба «Саутсайд Флайерз».
В составе национальной сборной Австралии Крис выиграла серебряные медали Олимпийских игр 2000 года в Сиднее, 2004 года в Афинах и 2008 года в Пекине и бронзу 2012 года в Лондоне, к тому же стала чемпионкой чемпионата мира 2006 года в Бразилии и бронзовым призёром мундиаля 1998 года в Германии и турнира 2002 года в Китае.

## Ранние годы
Кристи Харроуэр родилась 4 марта 1975 года в городе Бендиго (штат Виктория).